# Doornmolen
De Doornmolen is een windmolenrestant in de West-Vlaamse plaats Ingelmunster, gelegen aan de Heirweg Zuid 91.
Deze ronde stenen molen van het type stellingmolen fungeerde als korenmolen en oliemolen.

## Geschiedenis
In 1772 werd hier een standerdmolen opgericht en deze werd in 1817 nog herbouwd. In 1856 werd deze vervangen door een stenen molen.
In 1883 sloeg de molen op hol en raakte in brand. Sindsdien werd niet meer op windkracht gemalen. Er was nog wel sprake van een rosmolen in de romp, en later van een mechanische maalderij.  Van toen af vormt de 21 meter hoge molenromp een herkenningspunt voor de wijde omgeving.
Begin de jaren 1980 was de Doornmolen de uitzendlocatie van de lokale radio LBS (Lokale Belgische Stichting), een druk beluisterde zender in de streek. De betonnen vloerplaat op 9 meter hoogte herinnert nog aan de zendmast van de vrije radio. 

## Gebouw
Gebleven is de opvallend hoge romp van 21 meter, gelegen op de molenbelt. De romp is echter leeg.
De doornmolen is een typische bakstenen stellingmolen met een aantal herkenbare elementen zoals een dubbele rij balkgaten van de stelling ter hoogte van de 3de en 4de zolder. In totaal zijn er zes zolders, zichtbaar aan de dichtgemetselde raampjes met rondbogen.

## Doornmolenhoeve
Achter de molen bevindt zich de Doornmolenhoeve, ongeveer gelijktijdig met de eerste houten molen gebouwd. Deze werd net als de molen in de tweede helft van de 19de eeuw in baksteen herbouwd en een aantal jaar geleden gerenoveerd.
- Inventaris van het Bouwkundig Erfgoed (Vlaanderen): 51197